# Paurocidaridae
De Paurocidaridae zijn een familie van uitgestorven zee-egels uit de orde Cidaroida.

## Geslachten
- Paurocidaris Kier, 1977 †